# Traditional Spelling Revised
"Traditional Spelling Revised"（トラディショナル スペリング リバイズド、TSR）は、ステファン・リンステッド（Stephen Linstead）によって提唱された英語の綴り字改革の代替案である。TSR は比較的保守的な計画案である。英語の正書法の根本的ルールを見極めて、それらを一貫して全体に適用することを求めるものである。それにより、記憶されるべき不規則性の数を削減する。綴りから発音の予測が可能になるが、その逆は常にうまくいくわけではない。ルールから逸脱したときのみ単語の綴りを変更する。
英語綴り字協会（English Spelling Society）主催の国際的英語綴り字大会（International English Spelling Congress）で実施された綴り字改革案のコンテストで、現行の綴り字システムのベストな代替案として選ばれた（2021年4月）。検討期間中に（5年）、大きな変更はありそうもないが、受け取ったコメントに基づき、いくらかの控えめな修正がありうる。
TSRはメディアにもとりあげられた。

## 概要
TSRでは、綴りから発音を予測できるが、その逆はできない。
以下、Traditional Spelling Revised FULL GUIDANCE より。

### TSRが維持するもの
- 伝統的綴り字に見出される大半の文字と文字の組み合わせ（書記素）は、以前と同じ音（音素）をあらわすのに使われる。
- 新しいアクセント記号や特別な文字は導入されないが、アポストロフィー・ハイフン・分音記号が、ときに、ある種の母音の組み合わせの発音を予測する補助のために使われる。
- 母音の長さを示す伝統的綴り字のルールは、おおむね維持される。いわゆるマジックeと二重子音字のルールである。
- 伝統的綴り字で文字あるいは文字列が複数の音をあらわしうる場合は、発音予測のための伝統的つづり字ルールがあまねく維持され成文化される。
- 固有名詞の綴りは変更しない。少なくとも検討期間中には、しない。
- 上記のほかに、少数のよく使う不規則な綴りの単語は変更しないまま残される。
- また、いくらかの接尾辞やほかのサブグループ（TSRの主要ルールには完全に一致しないが発音の予測には頼れるなじみある単語群）は維持される。

### TSRが変更するもの
伝統的綴り字が、根本的ルールを誤用するか、あるいは曖昧さをふくむとき、単語の綴りが変更される。以下、主なカテゴリー：
- 子音字の二重化のルールの誤用。
- ＜s＞の文字の発音を決定するルールの誤用。
- 伝統的綴り字で複数の音をあらわしうるある種のあいまいな文字の組み合わせ。TSRは一貫性を導入する。
- 余分な文字の除去.
- 2つの新しい文字の組み合わせが導入される: <aa> と <uu>.

## 綴り字パターン一覧表(母音)
TSRでは、1つの音素に数種類の綴り字が対応する。以下、それぞれの音素に対応する綴り字パターンの一覧表を示す。
| 音素     | 書記素と単語例                                                                                             | 備考 |
| -------- | --- | --- |
| /æ/      | a --- pan                                                                                                  | auntは、そのままのようである。 |
| /ɛ/      | e --- pen                                                                                                  | friend, heifer, ready, sweater, weapon → frend, heffer, reddy, swetter, weppon any, many --- そのまま。 |
| /ɪ/      | i --- pin                                                                                                  | business → bisness, physical → phisical, pretty → pritty, system → sistem |
| /ɒ/      | o --- pot                                                                                                  | wash, watch → wosh, wotch knowledge → nolledge |
| /ʌ/      | u --- pun                                                                                                  | couple, double, love, month, son, southern, young → cupple, dubble, luv, munth, sunn, suthern, yung other, brother, mother, another, smother などは、サブグループ。 さらに、does, done, none, nothing, some などを維持。                                                                            |
| /eɪ/     | a-e --- faceai --- laiday --- stayeigh --- neighey --- they                                                | danger, paste などはサブグループ。 sundae の ae や straight の aigh は？ break, great, steak は、braik, grait, staik になる。（yea については不明。） rein, skein, vein の扱いは？ deign, feign, reign などをどのように書き直すのか。                                                               |
| /iː/     | e-e --- sceneee --- feedea --- lead                                                                        | "ie" は、この音には使わない。believe は、beleev になる。 field → feeld, material → mateerial, people → peeple, piece → peece. be, he, me, she, we などは特例あつかい。 machine は、外来語扱いの場合はそのまま、書き直す場合は masheen になる。                                                      |
| /aɪ/     | i-e --- side-ie --- diey --- why-ye --- dye-uy --- buy-igh --- sigh                                        | I は、そのまま。 hi, pi, sci-fi は、どうなる？ eye は、そのまま。 aye は、どうなる？ style は、そのまま（マジックeを維持）。 sign, design, resign などはサブグループ。 child, kind, mild, mind, pint などはサブグループ。                                                                           |
| /oʊ/     | o-e --- boneo --- banjooe --- floeoa --- moan                                                              | old, bold, cold, gold, folk, yolk などはサブグループ。 "ow" は、この音には使わない。 low, show は、lo, sho に なる。 both, growth, own, only, shoulder, soul → boath, groath, oan, oanly, sholder, soal host, most, post は、hoast, moast, poast に なる。 sew は "soe" にすれば、so と区別できる。 |
| /juː/    | u-e --- tune-ue --- dueu --- usualew --- feweu --- Europe                                                  | "eu" は、ギリシャ語起源の語のみ。 new は、/njuː/も/nuː/も綴りを維持。 beauty, beautiful は、buety, buetiful になる。 |
| /uː/     | oo --- food                                                                                                | bloo(blue), rool(rule), throo(thru), throo-out(thruout), trooth(truth). do は doo になる。 two, who, whom, whose などは、そのまま。 |
| /ʊ/      | uu --- stuud(stood), puuding(pudding)                                                                      | この音素を区別して表す書記素は伝統的綴り字にはないので、TSRでは新しい書記素として ＜uu＞ を導入。 ただし、could, would, should はサブグループ。woman も、そのまま。 |
| /ɔɪ/     | oi --- boiloy --- boy, deploying                                                                           | ＜oi＞が初期設定。＜oy＞は通常、単語の終わり、あるいは母音の前で用いる。 |
| /aʊ/     | ou --- proudow --- now, gownough --- bough                                                                 | ＜ou＞が初期設定。＜ow＞は、単語の終わり、母音の前、あるいは n の前。＜ough＞はレアで /aʊ/だけをあらわす。 ＜cough＞は ＜coff＞になる。 |
| /ɛər/    | air --- stair-are --- bare                                                                                 | ＜ear＞は、もはやこの音をあらわさない。＜bear＞は、＜bair＞になる。＜pear＞は？ their, theirs は維持。heir は？ |
| /ɑːr/    | ar --- star, far                                                                                           | heart は "hart" になる。 r を二重にすると別の音：harry. harry と starry は、韻を踏まない。 |
| /ɑː/     | aa --- faather(father)al- --- palm                                                                         | ＜aa＞は、新しい書記素。だが、めったに使わない。 |
| /ɔːr/    | or --- for                                                                                                 | fore は、そのまま。 four は数字なので維持。 course, source → corss, sorce morning と mourning の区別は？ or, ore, oar の区別は？ pore と pour の区別は？ poor は、そのまま。 door, floor → dor, flor r を二重にすると別の音：horrid.                                                                |
| /ɔː/     | au --- fraudaw --- law, lawyera(ll, l-の前) --- call, alwaysaugh --- daughterough(tの前) --- ought, bought | water → wauter、broad → braud <au>は初期設定。 <aw>は通常、単語の終わり、母音の前、あるいは -<yer>の前。 <al>は単語の始まりそして「すべて」を含意する場合のみ。 例外は、アラビア語起源の単語: <algebra>.                                                                                            |
| /ɜːr/    | er --- herir --- firur --- fur                                                                             | r を二重にすると別の音：<herring>, <stirrup>, <hurry>. word, work, worship などはサブグループ。 |
| /i/      | -y, -ie --- fairy, fairies                                                                                 | <-y>は、複数形で<ies>になる。 |
| /ə/, /ɪ/ | afraid, defence, invisible, unsound                                                                        | シュワー。TSRでは、marriage が marridge になる。 |

## 綴り字パターン一覧表(子音)
| 音素 | 書記素と単語例                                  | 備考 |
| ---- | ----------------------------------------------- | --- |
| /b/  | bun                                             | |
| /d/  | dog                                             | |
| /g/  | gun                                             | |
| /h/  | hat                                             | who, whom, whose などは、そのまま。whole は 'hole になる。アポストロフィーで hole と綴りを区別。 |
| /l/  | link                                            | |
| /m/  | man                                             | autumn は、そのまま。 |
| /n/  | not                                             | gnash → nash, know → 'no, knowledge → nolledge, known → noen |
| /p/  | pen                                             | |
| /r/  | run                                             | rhyme → rime, write →'rite (アポストロフィーで "rite" と区別)、writer →riter、wrong →rong |
| /t/  | tip                                             | subtle → suttle, victuals → vittles |
| /v/  | van                                             | |
| /w/  | wine                                            | |
| /k/  | kid, cream, flick, chemistry                    | k が初期設定。＜c＞が/k/の音をあらわすのは、/s/の音をあらわす/ɛ/, /ɪ/, /iː/, /aɪ/(cent, city, cede, cyber など)の音の前以外においてである。 |
| /f/  | frog, phone                                     | cough, enough, laugh → coff, enuff, laff ＜ph＞は、ギリシャ語起源の語のみ。 |
| /dʒ/ | jam, gin                                        | <j>が初期設定。<g>は、/ɛ/, /ɪ/, /iː/, /aɪ/の前で(gem, ginger, gee, gibe, gyve)。このルールが機能しない場合、＜u＞を加える - (guess, guide)。 gear, geek, geese, get, gift, give などは、どうなる？ |
| /tʃ/ | church, switch                                  | <tch>は単語の終わりで。 cello は、外来語なので、そのまま。 nature, posthumous, question などについては？ |
| /s/  | sun, hiss, city                                 | ＜s＞が/s/をあらわすのは、単語のはじまり、あるいは/k/, /f/, /p/, /t/の前と後 : <cliffs>, <crisp>。そうでない場合は、通常/z/の音。 case → caiss, course → corss, defense → defenss, else → elss, gas → gass, goose → gooss, house → houss, listen → lissen, loose → looss, response → responss, sense → senss ただし、yes は、そのまま。 |
| /θ/  | thing                                           | ＜th＞が/θ/をあらわすのが初期設定。/ð/は、下記を参照。 |
| /ð/  | bathe, other, this                              | ＜th＞が/ð/をあらわすのは、母音と母音の間にあるときと、ある種のよく使われる"サインワード"において（たとえば<the>, <this>, <that>, <then>, <there>など）である。 （author, ethical, lethal, method, Nathan, pathetic などには、あてはまらない。上記を参照。）                                                                            |
| /ʃ/  | shed, nation, mission, musician, gracious, chef | よく使われる接尾辞や外来語などでは、sh 以外の表記もありうる。 |
| /w/  | wisp, why                                       | |
| /z/  | zebra, jazz, lens                               | ＜s＞が/z/の音をあらわす場合については、上記を参照。 |
| /j/  | yet, bastion                                    | |
| /kw/ | queen                                           | |
| /ks/ | exterminate                                     | ただし、＜x＞が/gz/をあらわすときもある。e.g. exam, exile, exit |

## マジックeと二重子音字のルール
TSRフルガイダンスの C. THE PRINCIPAL RULES OF TSR によれば、つぎのようになる。
1. The Magic E and Doubling Rules - Summary
- Magic e – 単音節の語における子音字のうしろにサイレントeを追加すると、先行する母音字の読み方は「長く」なる : 
pan / pane, set / scene, snip / snipe, rot / rote, fun / fume.
- Doubling Rule – 音節が複数ある単語で、ストレスのある母音があって直後に子音が1つ＋もうひとつ母音が続く場合、先行する母音は通常は「長く」なる : 
sad / sadist, set / scenic, bit / biter, fun / fuming.

このルールをくつがえすためには、子音字を二重にする : 
fat / fate / fatter, pet / Pete / petting, bit / bite / bitter, rot / rote / rotten.
2. The Magic E and Doubling Rules - Variations - The Letter ＜i＞
ただし、母音字の＜i＞は、ほかの母音字とはちがったふるまいをする。 
ストレスのある＜i＞＋子音字＋＜i＞ の文字列においては、ストレスのある母音は通常「長く」ならない。
よって、<lipid>, <licit>, <limit>などは子音字が二重にならない。しかし、2番目の＜i＞が接尾辞＜ing＞の一部である場合、1番目の＜i＞は通常<wining>, <dining>, <pining>などにおけるように「長く」なる。これらの場合、1番目の母音が短いことを示すためには子音字を二重にする : <beginning>, <pinning>, <winning>.

### TSRでの二重子音字の用法
TSRフルガイダンスの C. THE PRINCIPAL RULES OF TSR の 6. の Note には、つぎのようにある。"r"だけでなく、ほかの子音字にもあてはまる。

伝統的綴り字のおおまかな規則としては、関係する母音の発音が短くてストレスがあるときに(直後に)二重子音字を使う、というものである: <arrogant>, <errant>。そして、ストレスのないときは使わない: <around>, <erect>, <orate>, <irascible>。しかしながら、伝統的綴り字には数多の例外がある: <arrest>, <erroneous>, <irreverent>. 
TSRの"今現在の"解決策は、その音節が単語のはじめにきて短くストレスがあるときだけ、子音字の二重化を要求する、というものである。これにより、つづりかえの必要な単語が出てくる: <arest>, <eroneous>, <ireverent>. 
しかしながら、二重子音字は、2つより多い音節の単語で第1音節が第2ストレスをもつ場合には容認される: <irritation>.
そして、フルガイダンスp.8の　E. SPELLINGS THAT TSR CHANGES　にある accommodate, committee のように、ストレスのある母音が第1音節でなくても、その直後の二重子音字は維持される。つまり、母音が短くてストレスがあれば、その直後の二重子音字は維持されることになる。そして、ストレスのない母音の直後の二重子音字は一重化される。
フルガイダンスp.12の使用例にある deddicate, perrish のように、母音が短くてストレスがあれば、その直後の子音字は二重化される。never も nevver になる。
TSRフルガイダンスの C. THE PRINCIPAL RULES OF TSR の 9. にあるように、語末に二重子音字がくることもある。⟨f⟩ や ⟨l⟩ 以外にも(たとえば ⟨s⟩ なども)ありうる。
とくに "ss" は、/s/を明示する目的で使用される。例：houss(house), looss(loose), senss(sense).

## 不規則な綴りでも維持される場合
TSRでは、ルール通りでない単語の綴りが多数そのまま維持される。

### 固有名詞(eg John, London, Belize)
検討期間中は変更する必要はない。しかし、当事者が望むなら個人や組織の名前の綴りを変える余地はある。e.g. <Jon, Lundon, Beleez > etc. 

### よく使う不規則な綴りの単語
次のような、とてもよく使う単語も、もとの綴りを維持する: 
- 人称代名詞・形容詞: <i, you, he, she, we, me, us, they, your, their(s), them>
- be動詞とhave動詞の活用形: <are, was, were, have, having>
- 数を表す単語: (n)one, (once), two, four, seven, eleven, twelve, fourteen, seventeen
- 曜日: Monday, Wednesday, Saturday
- (年の)月: January, February, April, July
- 季節: autumn
- 定冠詞: the
- 指示詞: than, that, then, thence, there, these, this, those, thus
- 疑問詞: what, where, who, whose
- その他いろいろ: <the, of, to(day), any(one), (n)either, nothing, some, woman, women, yes>.

### よく使う接尾辞
- [ʃ]の音を含むもの
  - -tion- (nation, ignition, solution)
  - -ssion (passion, mission)
  - -cial (facial, special)
  - -cious (spacious, specious)
  - -cean / -cian (ocean, musician)
- [ʒ]の音を含むもの
  - -sion (invasion, explosion, confusion)
  - -sure (pleasure, composure)

マジックeと二重子音字のルールは、上記の接尾辞にひろくあてはまるが、<ignition>は他の例と異なり、-tionの直後のiは短い。<-ssion>は二重子音字ssゆえに先行する母音は短くなる。<-cial>と<-sure>は大部分はルールに従うとしても、直前の母音が長くならない例外もある:<special> <plesure>. 
- ＜-le＞

語末の"母音+子音+<le>"の組み合わせ <-able>, <-ible>, <-ple> など多数。マジックeと二重子音字のルールは、通常、先行する子音字と＜l＞を1文字であるかのように扱う。かくして、<apple> (母音は短い); <able> (母音は長い). 

### サブグループ
TSRのルールに厳密には従わないがある特定の音をあらわす文字列パターンが存在する。
- ⟨-ald⟩ --- (alderman)
- ⟨-alm⟩/⟨-alf⟩ --- (calm, half)[43]
- ⟨-alk⟩ --- (talk, walk)
- ⟨-alt⟩ --- (altar, alter, alternative)[44]
- ⟨ange⟩ --- (danger, angel, ranger)[45]
- ⟨-aste⟩ --- (taste, waste)
- ⟨-ign⟩ --- (sign, malign)
- ⟨-ild⟩ --- (mild, wild)[43]
- ⟨-ind⟩ --- (kind, mind)
- ⟨old⟩ --- (old, cold, gold)
- ⟨-olk⟩ --- (folk, yolk)
- ⟨-ore⟩ --- (therefore, shore)[46]
- ⟨-other⟩ --- (brother, mother)[47]
- ⟨-ould⟩ --- (could, should, would)[48]
- ⟨war-⟩ --- (warm, warn)
- ⟨wor-⟩ --- (worm, worst)

### 借用語
発音と元の綴りが伝統的綴り字で維持される外来語は、TSRではイタリック体で示され、異なる綴りのルールが適用されることを示す。例: chaise longue, chef, Lieder, junta, scherzo.

## TSRが綴りを変える単語
TSRでは、発音に疑いをのこすような綴りを変えることになる。次のような大原則に従う。
- 伝統的綴り字のあいまいな文字列の組み合わせは改革される。よって、TSRでは、⟨ie⟩は<die>と<fairies>におけるような音だけをあらわし、<believe>におけるような音はあらわさない。⟨ow⟩は<town>におけるような音をあらわし、<tow>におけるような音はあらわさない。そのような事例が伝統的綴り字にあれば、綴りを変えることになる。
- 余分であり発音の混乱につながる文字をカット。例： wrong, gnash, hour.
- 語末のeは直前の母音字が短いときカット。例： dove は duv に、live(動詞)は liv に。
- 二重子音字の誤った適用を是正。例： committee, accommodate.
- 発音の混乱を回避するため、たとえば 'dystopia' のような単語を ⟨distopia⟩ に変える。TSRでは、⟨y⟩ は通常、単語の出だしと終わり以外では、/aɪ/ の音をあらわす。なので、このような場合、/ɪ/ の音は ⟨i⟩ の文字であらわすことになる。

たいていのつづりかえは、二重子音字のルールを一貫して適用したことによって生じている。

## 同じ発音の単語
よく使われるサインワードが維持され、音素が複数の書記素によってあらわされるので、TSRでは、綴りの異なる同音語(e.g. stare / stair, sight / site, none / nun)が維持されることになる。余分な文字を削除した結果として意味の混乱が生じるかもしれない場合は、省略された文字を示すためにアポストロフィーをそえて違いをあらわすことができる。 - e.g. 'our (hour) / our (所有形容詞). 
二重子音字によって同音語を区別することもあるようである。たとえば、sun（太陽）と sunn（息子 = son）、のように。

## 特徴
それぞれの音素にいくつかの書記素を容認するところは、規則化英語と似ている。しかし、共通点も相違点もある。
- TSRでは、先行する母音が短い場合、サイレントeをカットする。determine → determin、give → giv.
- TSRでは mild, mind などのうしろにサイレントeをつけない。
- TSRでは sign, design などの g を維持する(のでサイレントeをつけない)[54]。(一方、gnash の g はカットする。)
- サイレントghをほとんどそのままのこす(high, bough, bought, eight)。ただし、though, through は、tho, throo になる。[13]
- "gh"/f/ は "ff" に置き換える。(coff, enuff, laff)
- TSRでは "ph"/f/ を維持する。(phone)
- 規則化英語と異なり、th を有声音/ð/でも無声音/θ/でも用いる。
- 規則化英語と異なり、s と z の区別がややゆるやか。
- 規則化英語と異なり、過去形・過去分詞形の語尾をそのまま維持する。
- 規則化英語では、-ie の読み方が pie, fried だったり、piece, mashien(machine)だったりするのだが、TSRでは後者を ee で置き換える。
- TSR では /juː/ と "oo"/uː/ の区別をはっきりさせる。blue → bloo、truth → trooth.
- ただし、new の綴りは（/njuː/ でも /nuː/ でも）そのままにする。[13]
- TSR では "oo"/uː/ と "uu"/ʊ/ の区別をはっきりさせる。rule → rool、book →buuk.
- 規則化英語と異なり、語頭の読まない子音字を取り除く。TSRでは、whole, write の読まない文字を取り除いてアポストロフィーをつけてもいいことになっている('hole, 'rite)。そして、"know" は、'no になる。[13]

## サンプルテキスト
Gettysburg Address
Fourscor and seven years ago our faathers brought forth, on this continent, a new nation, conceeved in libberty and deddicated to the proposition that all men are creäted equal. Now we are engaged in a grait civil war, testing whether that nation, or any nation so conceeved, and so deddicated, can long endure. We are met on a grait battle-feeld in that war. We have cum to deddicate a portion of that feeld, as a final resting place for those who here gave their lives, that that nation might liv. It is altogether fitting and propper that we should do this, but in a larger senss we cannot deddicate, we cannot consecrate, we cannot hallo this ground. The brave men, living and ded, who struggled here, have consecrated it far abuv our poor power to add or detract. The world will little note, nor long remember, what we say here, but it can nevver forget what they did here. It is for us the living, rather, to be deddicated to the grait task remaining befor us that from these onored ded we take increassed devotion to that cause for which they gave the last fuul mesure of devotion - that we here highly resolv that these ded shall not have died in vain, that this nation, under God, shall have a new birth of freedom, and that guvernment of the peeple, by the peeple, for the peeple, shall not perrish from the erth.